# InshAllah (film)
InshAllah er en dansk dokumentarfilm fra 2005, der er instrueret af Malene Choi Jensen.

## Handling
Filmen handler om tro, håb og at søge et job. Sabha Khan er en ung muslimsk kvinde, der søger et job som butiksassistent, men vil det lykkedes for hende, når hun bærer tørklæde? Filmen følger hendes anstrengelser, men er samtidig også et portræt af en ung kvinde, der lever sit liv, mestendels af tiden, som enhver anden teenager.